# Borsigplatz

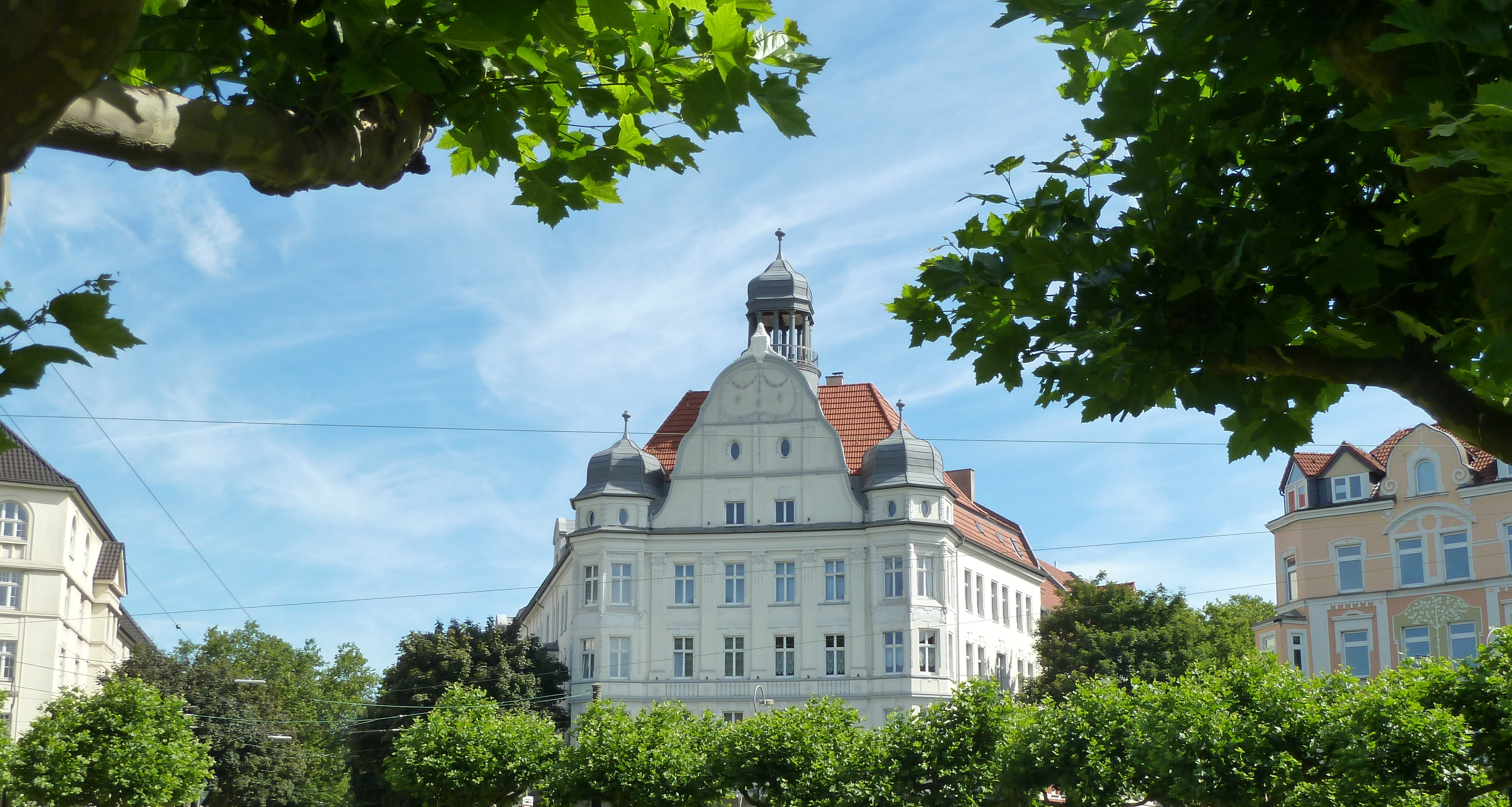
Gebäude am Borsigplatz

Der Borsigplatz in Dortmund liegt nordöstlich der Innenstadt im östlichen Bereich der Dortmunder Nordstadt. Der Borsigplatz ist eine kreisförmige Verkehrsführung mit sechs sternförmig angeordneten Zufahrtsstraßen. Rechtlich gesehen ist er, entgegen der weit verbreiteten Meinung, kein Kreisverkehr, da vor den Zufahrten keine Kreisverkehrsschilder aufgestellt sind. Die begrünte Innenfläche ist von Bäumen umstanden und wird von einer Stadtbahnlinie durchquert. Der Platz ist Namensgeber für den umliegenden Statistischen Bezirk des Stadtbezirkes Innenstadt-Nord.

## Platz

### Benennung und Geschichte

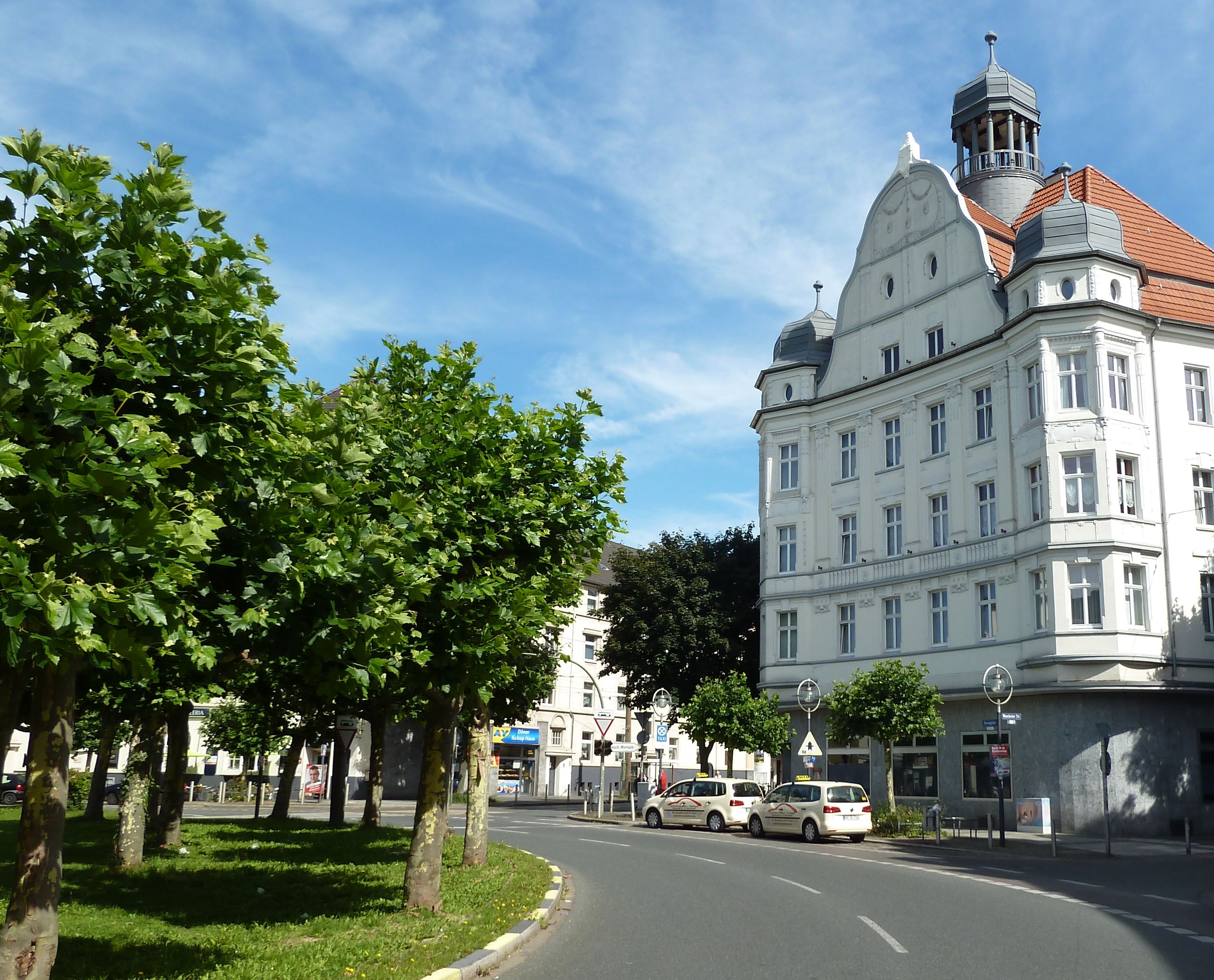
Dortmund-Borsigplatz Kreisverkehr

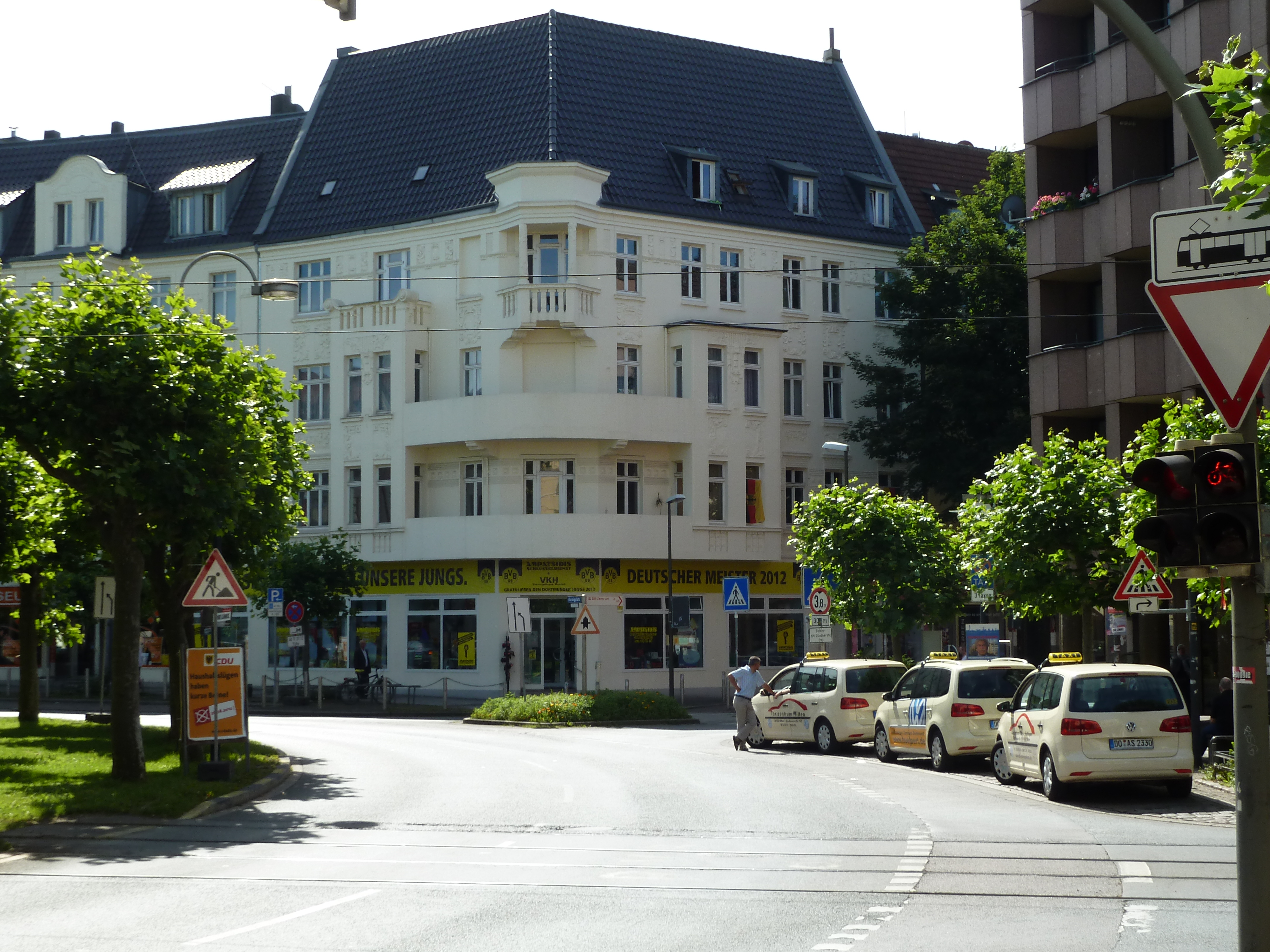
Dortmund-Borsigplatz Eckgebäude

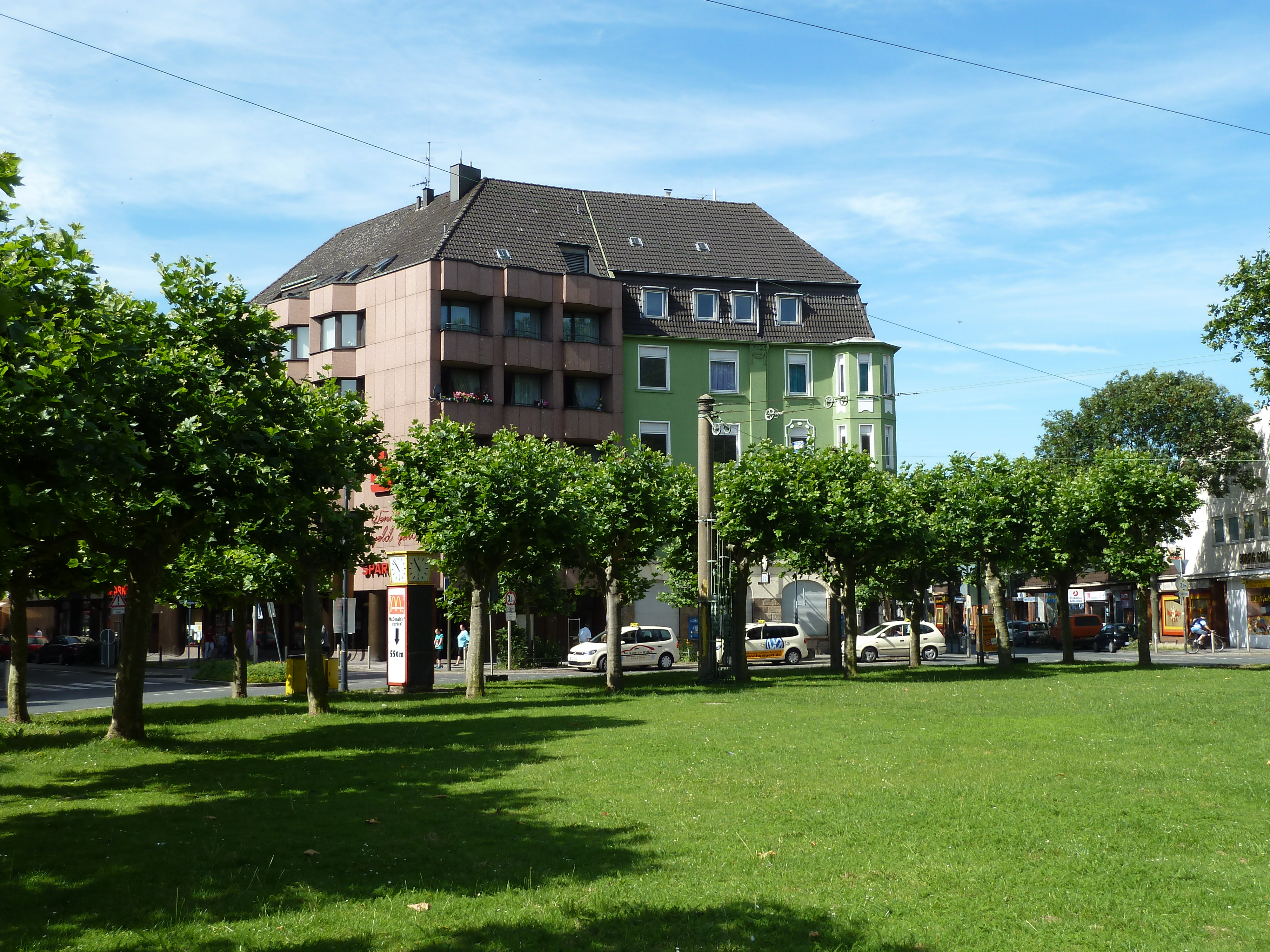
Dortmund-Borsigplatz Eckgebäude

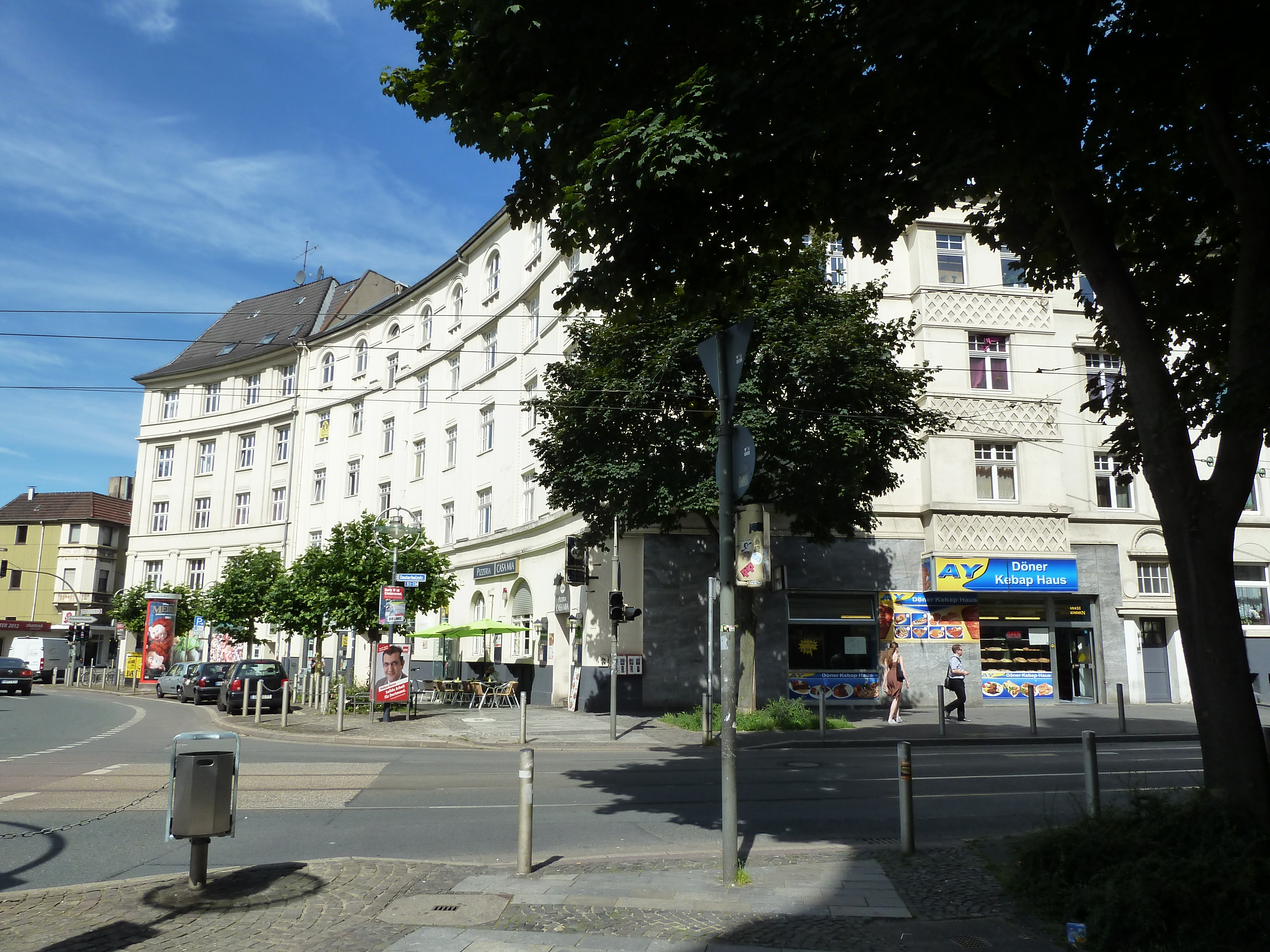
Dortmund-Borsigplatz Eckgebäude

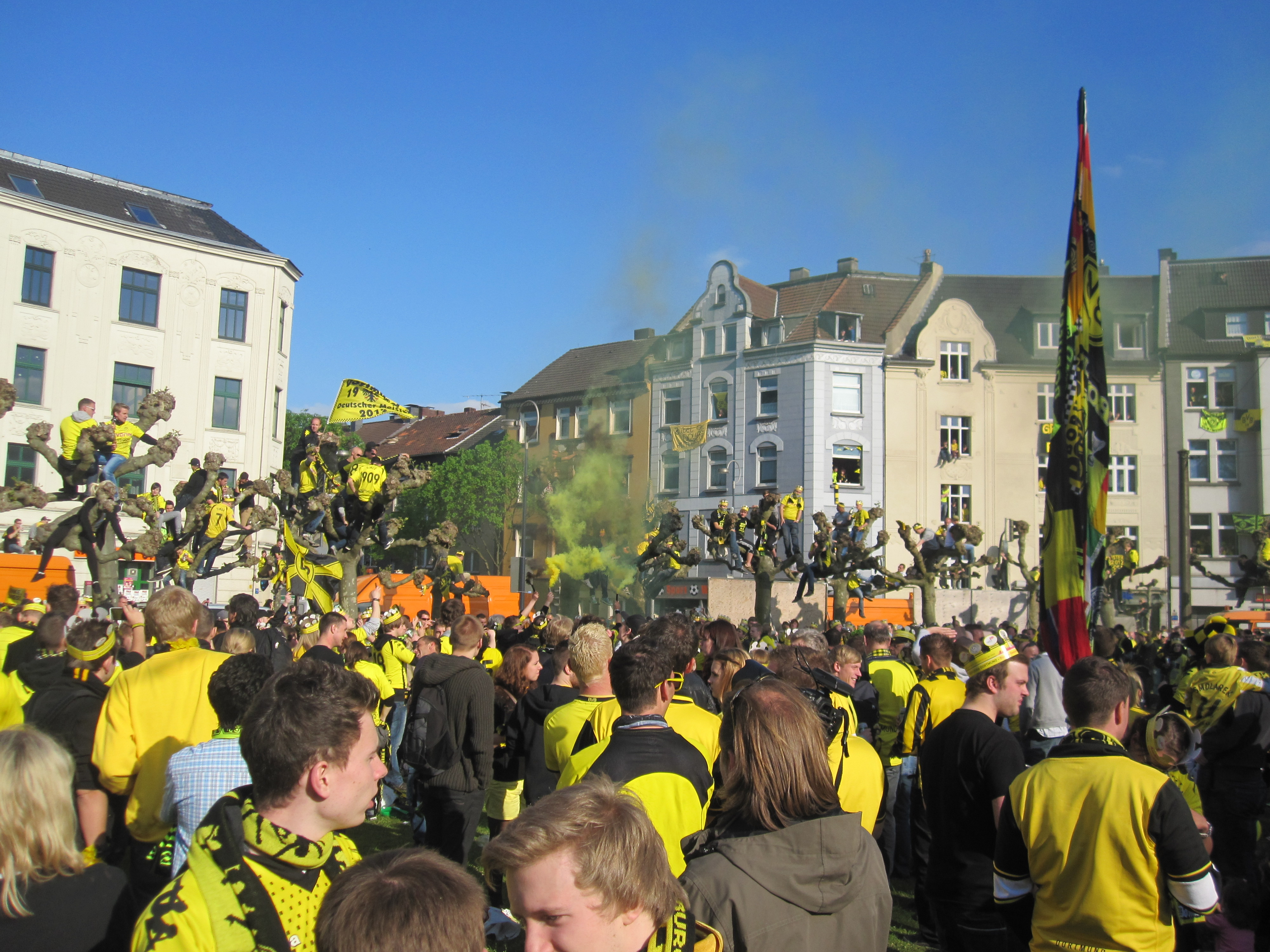
Meisterfeier auf dem Borsigplatz 2012

Benannt ist der Borsigplatz nach Albert Borsig (1829–1878), der als Leiter der von seinem Vater August Borsig gegründeten Borsigwerke 1872 die in unmittelbarer Nähe an der Borsigstraße gelegene Maschinenfabrik Deutschland (MFD) mitbegründete.
Bekannt wurde der Borsigplatz durch seine Nähe zum Haupteingang der ehemaligen Westfalenhütte der Hoesch AG, vor allem aber durch den Fußballverein Borussia Dortmund (BVB). Dieser wurde in unmittelbarer Nähe des Borsigplatzes im Restaurant Wildschütz gegründet und war bis in die 1950er Jahre tief im Borsigplatzviertel verwurzelt. An der Stelle des heutigen Hoeschparks befand sich auch das erste Stadion des Vereins, die Weiße Wiese. Um den Park bauen zu können, enteigneten die Nationalsozialisten den Fußballverein in den 1930er Jahren ohne Entschädigung, die Spiele mussten fortan im Stadion Rote Erde des bürgerlichen Südens ausgetragen werden. Damit begann auch die langsame Entfremdung von der alten Heimat. Vor dem Zweiten Weltkrieg waren am Borsigplatz mehrere Kinos beheimatet.
Nach größeren Titelgewinnen der Borussia finden auf dem Platz zumeist Feierlichkeiten der Fans und oft auch der Mannschaft einschließlich eines Autokorsos statt. Der Ausspruch den Borsigplatz schwarz-gelb [zu] streichen ist unter Anhängern des BVB ein geflügeltes Wort und beruht auf einer wahren Begebenheit nach dem Erringen des Europapokals der Pokalsieger 1966. In der Bundesliga-Saison 2007/2008 fand ein neues Lied namens Am Borsigplatz geboren schnell Eingang in das Repertoire der Dortmunder Fans.
Der Borsigplatz gehörte – neben dem Casino Hohensyburg und der Westfalenhalle – zu den drei Dortmunder Ur-Stationen der Deutschen Fußball Route NRW, die der Westdeutsche Fußball- und Leichtathletikverband (WFLV) mit Blick auf die Fußball-Weltmeisterschaft 2006 entwickelte und realisierte.

### Baudenkmal
Der Borsigplatz ist als Baudenkmal in die Denkmalliste der Stadt Dortmund eingetragen.

## Statistischer Bezirk

### Bevölkerungsentwicklung
| Jahr      | 1987   | 2003   | 2008   | 2013   | 2016   | 2017   | 2018   | 2019   | 2020   | 2024   |
| --------- | ------ | ------ | ------ | ------ | ------ | ------ | ------ | ------ | ------ | ------ |
| Einwohner | 11.304 | 11.059 | 11.106 | 11.650 | 12.917 | 12.905 | 12.925 | 12.966 | 13.004 | 13.775 |

### Statistik
Strukturdaten der Bevölkerung im Bezirk Borsigplatz:
- Bevölkerungsanteil der unter 18-Jährigen: 24,2 % [Dortmunder Durchschnitt: 16,2 % (2018)][4]
- Bevölkerungsanteil der mindestens 65-Jährigen: 9,5 % [Dortmunder Durchschnitt: 20,2 % (2018)][5]
- Ausländeranteil: 61,6 % [Dortmunder Durchschnitt: 22,3 % (2024)][6]
- Arbeitslosenquote: 22,5 % [Dortmunder Durchschnitt: 11,0 % (2017)][7]

Das Durchschnittseinkommen liegt ca. 45 % unter dem Dortmunder Durchschnitt.
Der Anteil der Bevölkerung mit Migrationshintergrund liegt am 31. Dezember 2022 bei 80 %.

#### Bevölkerungsdichte
Die Bevölkerungsdichte ist mit rund 2.000 Einwohnern pro km² im Vergleich mit den anderen Stadtteilen der Nordstadt statistisch gering, was an den großen Industrieflächen in der Westfalenhütte liegt. Die Besiedlungsdichte von 36.000 Einwohnern pro km² Siedlungsfläche aber zeigt, dass das Viertel genauso dicht besiedelt ist wie der Rest der Nordstadt; nur das Viertel Westfalenhütte hat eine etwas geringere Bevölkerungsdichte.

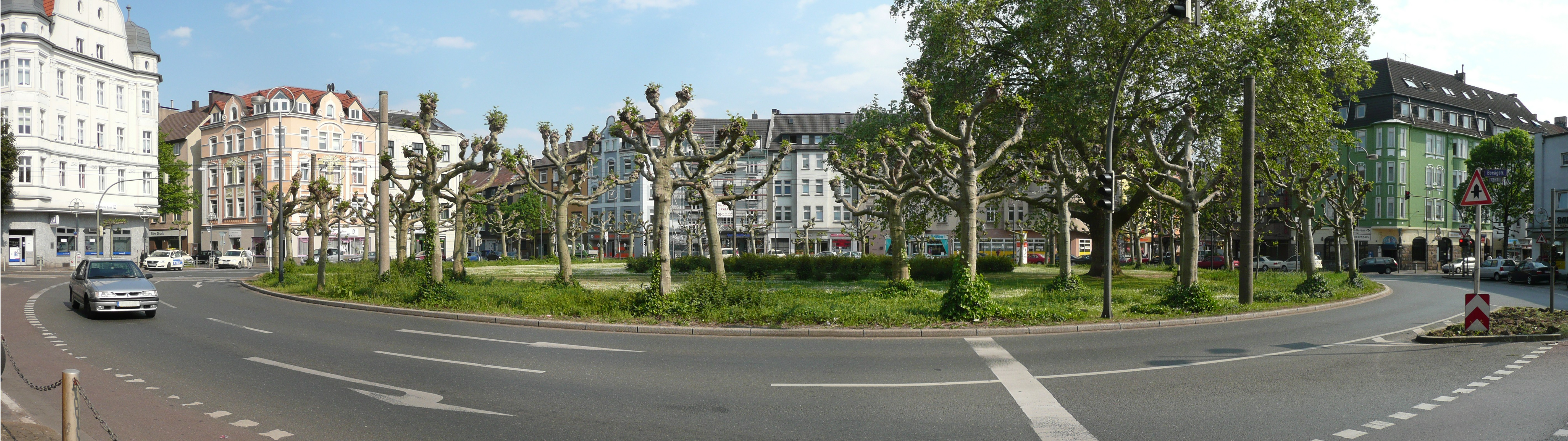
Der Borsigplatz 2008